# David B. Birney
Pour les articles homonymes, voir Birney.
David B. Birney (29 mai 1825 – 18 octobre 1864) est un juriste et général de l’armée de l'Union lors de la Guerre de Sécession.

## Biographie

### Avant la guerre
David B. Birney est né à Huntsville dans l'Alabama. Il est le fils d'un abolitionniste James G. Birney, sa famille déménage en 1833 pour le Kentucky et son père affranchit ses esclaves. En 1835, la famille déménage à Cincinnati où son père publie un journal anti-esclavagiste. À la suite de nombreuses menaces des esclavagistes, elle doit partir pour le Michigan et enfin à Philadelphie.
Il étudie à la Phillips Academy. À sa sortie de l'université, il se lance dans les affaires à Cincinnati  mais se retrouve rapidement confronté à des difficultés financières. Il prend alors un poste d'agent de P. Choteau & Co. et part vivre à Upper Saginaw dans le Michigan alors un poste de traite avec les Indiens. Au cours de son séjour au Michigan, David Birney fait des études de droit pour devenir avocat, et réussit ses diplômes, étant admis au barreau.
En 1848, il retourne à Philadelphie pour raison de santé. À son arrivée, il accepte un poste de commis de transcription dans une agence commerciale pour un salaire de 6 dollars par semaine. Il progresse rapidement et trois mois plus tard il est envoyé établir des relations pour l'agence au travers du pays pendant six mois. Il prend la direction de l'agence au bout d'un an. jusqu'en juillet 1856, période au cours de laquelle il développe un réseau de relations avec les hommes d'affaire de Philadelphie.
Il s'établit avec un ami et exerce comme avocat d'affaires à partir de 1856 jusqu'à l'éclatement de la guerre civile.

#### Activités militaires
Birney est élu lieutenant-colonel d'un régiment de la milice de Philadelphie en décembre 1860. Cette organisation de milice, comme d'autres en Pennsylvanie, est alors un simple "squelette", principalement inactive. Bien que le système de milice de l'État soit largement critiqué et inefficace, le rôle de Birney en tant que membre de la  première troupe de cavalerie de la ville de Philadelphie, une organisation historique et respectée, lui a donné une expérience et une familiarité avec les organisations volontaires.
Après l'élection de M. Lincoln, David Birney anticipe la sécession des États du Sud et leur effort concerté, une opinion alors en avance sur son temps. Convaincu de l'imminence du conflit, il se prépare méticuleusement en étudiant la tactique et l'ingénierie militaires, s'assurant ainsi six mois de préparation supplémentaire par rapport à ses pairs civils.
En janvier 1861, des personnalités influentes de Pennsylvanie sollicitent le gouverneur Curtin pour nommer Birney adjudant-général de l'État, reconnaissant son énergie et ses compétences commerciales. Birney décline le poste, préférant le service actif.

### Guerre de sécession
Birney entre dans l'armée de l'Union juste après la bataille de Fort Sumter en tant que lieutenant-colonel du 23e régiment d'infanterie des volontaires de Pennsylvanie, une unité créée en grande partie à ses propres frais. Le régiment est levé initialement pour un durée de trois mois. David D. Birney reçoit alors une commission de lieutenant-colonel, alors que Charles P. Dare est nommé colonel du régiment. Le recrutement du régiment est réalisé entre le 15 avril 1861, jour de la proclamation présidentielle, où Birney a  signalé la disponibilité du régiment et le 18 avril 1861. Malgré un premier désaccord avec certains officiers qui souhaitaient temporiser, Birney et Dare décident de ne pas perdre de temps et ouvrent des bureaux de recrutement. Le régiment est ainsi complété en trois jours, réunissant un millier d'hommes résolus, dont soixante pompiers de Philadelphie. Face à l'incapacité du gouvernement à fournir armes et équipements, le lieutenant-colonel Birney obtient l'utilisation de l'arsenal de l'État pour loger et nourrir les hommes à des frais privés, dont il prend une part considérable, en attendant leur envoi sur le terrain.
Le régiment participe à la réparation de la route Philadelphie-Baltimore et au rétablissement de la communication avec le Nord et Washington. Le 22 mai 1861, le régiment reçoit l'ordre de rejoindre le général Patterson dans la vallée de Cumberland et embarque au Havre de Grace pour Baltimore. Le régiment se dirige ensuite vers Chambersburg, où il est intégré à la brigade du général Thomas.

#### Campagne de Manassas
Le 14 juin, la brigade se déplace de Chambersburg vers Williamsport, Maryland, avec le vingt-troisième régiment sur la droite de la ligne. Au cours de cette campagne, marquée par une certaine monotonie , le lieutenant-colonel Birney assure le commandement du régiment pendant la majeure partie du temps en raison de la santé fragile du colonel Dare.
Il participe à ses premiers combat les 2  juillet 1861, lors de la bataille de Hoke's Run, près de Hainesville. Le général Patterson traverse le Potomac et envoie un détachement, incluant le vingt-troisième régiment de volontaires de Pennsylvanie sous le commandement du lieutenant-colonel Birney, pour engager une partie des forces du général Johnston près de Hainesville, sous les ordres du général  Jackson.
L'engagement a lieu près de Falling Waters et les confédérés reculent. C'est lors de cette action que le lieutenant-colonel Birney fait preuve, pour la première fois, d'un sang-froid et d'une intrépidité qui le distinguent auprès de ses hommes. Le lendemain, le régiment est le premier à entrer dans Winchester, où les hommes célèbrent le 4 juillet 1861. Cependant, après l'occupation de Winchester, et sur ordre du lieutenant-général Scott, certaines des meilleures troupes du général Patterson sont retirées, et sa colonne se replie vers le Potomac. Le général Patterson ne parvient pas à attaquer les forces du général Johnston, qui rejoindra plus tard Beauregard avant la bataille de Bull Run. Ainsi, le général Patterson et ses hommes sont empêchés de mener des opérations actives durant cette campagne.
Au terme des premiers trois mois de service du régiment, alors que le colonel Dare ne peut poursuivre son service pour des raisons de santé, David B. Birney est promu colonel le 31 août 1861 au ré-enrôlement du régiment.

#### Campagne de la Péninsule
Il est promu général de brigade le 17 février 1862. Cette promotion est surtout due à son influence politique plus qu'à ses succès militaires. Il commande une brigade de la division du général Philip Kearny du IIIe corps lors de la campagne de la Péninsule. La brigade est composée du 3rd Maine Infantry du colonel Hiram G. Berry, du 4th Maine Infantry du colonel Henry G. Staples, le 38th New York Infantry du colonel John H. H. Ward et du 40th New York Infantry du colonel Edward J. Riley.
Le 5 mai 1862 lors de la bataille de Williamsburg, la  la brigade du général Birney, arrive sur le champ de bataille après une marche fatigante de six heures dans la boue et sous la pluie. Le général Kearny déploie la brigade de Birney à droite de la route de Williamsburg. Birney ordonne au colonel J. Hobart Ward de charger les fosses à fusils, ce que Ward accomplit avec bravoure. L'aile gauche du régiment du colonel Riley, également de la brigade de Birney, menée par le capitaine Mindil, contribue à réduire au silence une partie de l'artillerie conférée et contraint l'ennemi à abandonner sa couverture. Dans son rapport, le général Kearny souligne le sang-froid, le courage et le talent de commandement de Birney, et il réitère ces éloges dans une lettre au gouverneur de Pennsylvanie.
À la bataille de Seven Pines (Fair Oaks), le 31 mai 1862, David B. Birney à la tête de sa brigade reçoit initialement  l'ordre de se déplacer le long de la voie ferrée pour soutenir le IVe corps de Keyes, mais les ordres changent rapidement. Birney doit alors garnir une ligne de trous de tir sur la route de Williamsburg et Richmond. Plus tard, il avance avec sa brigade sur la voie ferrée pour soutenir le corps de Keyes et engage ses hommes dans les bois, repoussant l'ennemi après une lutte acharnée.
Au cours de la bataille, Birney fait face à des ordres contradictoires, notamment de la part des généraux Kearny et Heintzelman, ce qui le place dans une situation délicate. Il prend des décisions cruciales concernant le positionnement de ses troupes, cherchant à la fois à suivre les directives et à assurer l'efficacité de sa brigade dans le contexte chaotique de la bataille. Ses actions permettent notamment de soutenir le division de Couch et de contenir l'avance ennemie.
Lors de la bataille de Seven Pines, il est accusé de désobéissance aux ordres par son commandant, le général Heintzelmann mais il se défend en invoquant des ordres mal compris. Birney est traduit en cour martiale mais avec le témoignage de soutien du général Kearny, il est acquitté et reprend son commandement.
Birney combat lors de la seconde bataille de Bull Run en appui du général John Pope commandant de l'armée de Virginie. Il participe à la bataille de Chantilly où Birney assume le commandant de la division après le décès de Kearny(p199). Birney prend ensuite officiellement le commandement de la division. En poste à Washington, il ne prend pas part pas à la bataille d'Antietam mais sa division est affectée à l'armée du Potomac et combat à Fredericksburg.

#### Fredericksburg
La division qu'il commande fait partie de la grande division du centre, issue de la réorganisation de l'armée du Potomac réalisée par le général Burnside, commandée par la général Hooker. Le IIIe corps est positionnée près de Falmouth, en face de Fredericksburg.
Dans la nuit du 12 décembre 1862, Birney reçoit l'ordre de déplacer sa division, composée des brigades de Robinson, de  Ward, et de Berry, vers la Rappahannock, préparant ainsi le terrain pour la traversée. Tôt le lendemain matin, sa division traverse la rivière, se mettant en position pour recevoir les ordres du général Reynolds.
Le 13 décembre 1962, alors que l'armée de l'Union lance ses assauts, Birney et sa division sont placés en soutien des troupes du général Meade. Lorsque les forces de Meade commencent à reculer sous la pression confédérée, Birney prend l'initiative d'engager ses hommes pour stopper l'avance ennemie. Ce faisant, il dévie des ordres initiaux, un acte qui va alimenter les controverses.
Là, il rencontre de nouveaux problèmes de discipline, cette fois pour avoir refusé de soutenir la division du major-général Meade lors d'une attaque de l'Union sur le flanc gauche de la ligne. Des témoignages contradictoires ont émergé, notamment celui de Meade qui affirme avoir envoyé plusieurs messages à Birney, demandes que Birney nie avoir reçues. Cette divergence de récits a conduit à des interrogations sur la communication et la coordination au sein de l'armée de l'Union.
Toutefois, il est félicité pour « la manière  avec laquelle il a mené sa division le même jour et pour une deuxième fois ». Parmi les éloges, le général Stoneman  salue la conduite de sa division. Les rapports officiels et les témoignages devant le Comité sur la conduite de la guerre ont offert des perspectives variées, soulignant la complexité de l'évaluation du rôle de Birney. À la fin de la bataille, la division de Birney a subi des pertes considérables, témoignant de l'intensité des combats auxquels elle avait participé. Son action a contribué à stabiliser la situation à un moment critique, même si elle a également alimenté des débats sur sa conformité aux ordres.
Il n'est toutefois pas promu, malgré le soutien du général Hooker et d'autres personnalités politiques républicaines, lors la série de promotions qui a lieu début 1863 dont fait notamment partie les généraux Sickles et Berry.

#### Chancellorsville
Birney mène sa division dans la sanglante bataille de Chancellorsville où elle subit plus de pertes que toutes les autres divisions.
Le 27 avril 1863, l'armée du Potomac, sous le commandement du général Hooker, entame une série de mouvements en direction de l'ouest de Falmouth. Le IIIe Corps, sous les ordres du général Sickles, est l'un des premiers à se mettre en marche. Le 30 avril, Birney reçoit l'ordre d'avancer sa division jusqu'à un pont sur la Rappahannock, à l'arrière du VIe Corps, qui venait de traverser la rivière. La division de Birney reste en position jusqu'à deux heures de l'après-midi, avant de recevoir de nouvelles instructions pour marcher jusqu'à un gué, à environ quinze miles de sa position.
Le 1er mai 1863, la division de Birney traverse le pont sur la Rappahannock et marcha vers Chancellorsville, où elle arrive vers onze heures du matin. La ligne de bataille est en cours de formation, et Birney positionne sa division immédiatement à l'arrière du quartier général du général Hooker. À une heure, sur ordre du général Sickles, Birney envoie une partie de ses forces pour se présenter au général Howard, commandant du XIe Corps. Cependant, cette manœuvre est jugée inutile par Howard, et les troupes de Birney sont rappelées pour renforcer la ligne principale.
Lorsqu'une attaque est lancée par l'ennemi le long de la ligne tenue par le XIIe Corps, Birney ordonne immédiatement le retour de ses brigades et mène personnellement ses hommes sur la route à planches. Il remplace deux régiments du commandement du général Slocum par des volontaires de son propre commandement, 20th Indiana Infantry et 37th New York Infantry, délogeant l'ennemi d'une maison dans un champ devant lui et restant sous les armes toute la nuit.
Le 2 mai, Birney occupe la ligne au sud de la route, à travers les bois, et se connecte avec la gauche du XIe Corps. Il constate qu'une colonne continue d'infanterie ennemie passe à droite, le long de son front. Ordonnant à une section de la batterie rayée de Clark de monter, il fait ouvrir le feu sur la colonne, semant la confusion dans les troupes ennemies. Birney continue d'avancer, prenant une colline stratégique et repoussant les rebelles d'un bon mile.
À minuit le 2 mai, Birney reçoit l'ordre de chasser l'ennemi des bois devant lui et de reprendre la route à planches et les terrassements à proximité. La brigade de Ward est placée en avant, et celle de Hayman en soutien. Birney ordonne de désamorcer toutes les pièces et de n'en tirer aucune avant d'atteindre la route à planches. L'attaque est un succès, et l'ennemi abandonne la position sans combattre.
Le dimanche matin, à l'aube, les hommes reprennent leur marche malgré de le manque de repos. La brigade de Graham est attaquée par l'ennemi avec de l'infanterie et de l'artillerie, mais les vétérans reculent en bon ordre. Birney continue de diriger ses troupes avec compétence, malgré les attaques incessantes de l'ennemi.
Quelques jours plus tard, le 20 mai 1863, il fut récompensé par une promotion au grade de major-général, en récompense à sa conduite lors de cette bataille,.

#### Gettysburg
Lors de la bataille de Gettysburg, le commandant du IIIe corps est le général Daniel Sickles. Le 2 juillet 1863, Sickles déplace son corps de sa position défensive sur Cemetery Ridge. La nouvelle position de Birney est la Devil's Den, sa division occupe le front de Wheatfield  à Peach Orchard. Cette position est directement dans l'axe de l'assaut confédéré et elle est trop grande pour être défendue par une seule division. Attaquée par les divisions de John Bell Hood et de Lafayette McLaws, la division Birney est détruite. Meade se précipite à son secours avec des renforts mais la ligne est enfoncée et ne peut être tenue. Lorsque Birney regarde les quelques survivants de sa division rassemblés autour de lui sur le cimetière de la crête, il chuchote à l'un de ses officiers, « je voudrais être déjà mort ». Sickles est grièvement blessé par un boulet de canon et Birney prend le commandement temporaire du corps, malgré deux blessures légères. Il en conserve le commandement jusqu'en février 1864.
À la mi-septembre 1863, l'armée de l'Union, dirigée par le général Meade, entame une série de manœuvres en Virginie, face à l'affaiblissement de l'armée confédérée de Lee. Le général Birney exprime son mécontentement face à ces mouvements, les jugeant comme une retraite forcée et une occasion manquée de combattre un ennemi inférieur. Lors de la retraite du Rappahannock, la division de Birney est attaquée près d'Auburn, où il intervient personnellement pour rallier ses troupes et repousser l'ennemi. Plus tard, il sécurise Fairfax Station, un dépôt de ravitaillement temporaire, déjouant les tentatives ennemies de contournement. En novembre, Birney commande temporairement le Troisième Corps et mène une opération audacieuse au gué de Kelly, forçant le passage du Rappahannock avec des pertes minimes grâce à une attaque surprise et coordonnée.

#### Mine Run
La division du général Birney débute la campagne de Mine Run le 26 novembre 1863, traversant le Rapidan et bivouaquant près de la rivière. Le lendemain, lors d'un engagement avec l'ennemi, Birney déploie et manœuvre ses brigades pour soutenir les divisions de Prince et Carr, qui sont sous forte pression. Il parvient à tenir une crête malgré le feu ennemi et le manque de soutien d'une division voisine. Le 28 novembre, après un retrait stratégique, la division se repositionne près de Mine Run, et le général Birney supervise l'aménagement de passages pour faciliter un assaut. Le 30 novembre, il prépare sa division pour un assaut sur Mine Run, mais l'opération est annulée par le major-général French en raison de l'absence d'attaque sur un autre flanc. La division de Birney se retire les 1er et 2 décembre, rencontrant des difficultés logistiques dues à l'état des routes et à l'encombrement des troupes.

#### Campagne de la Wilderness

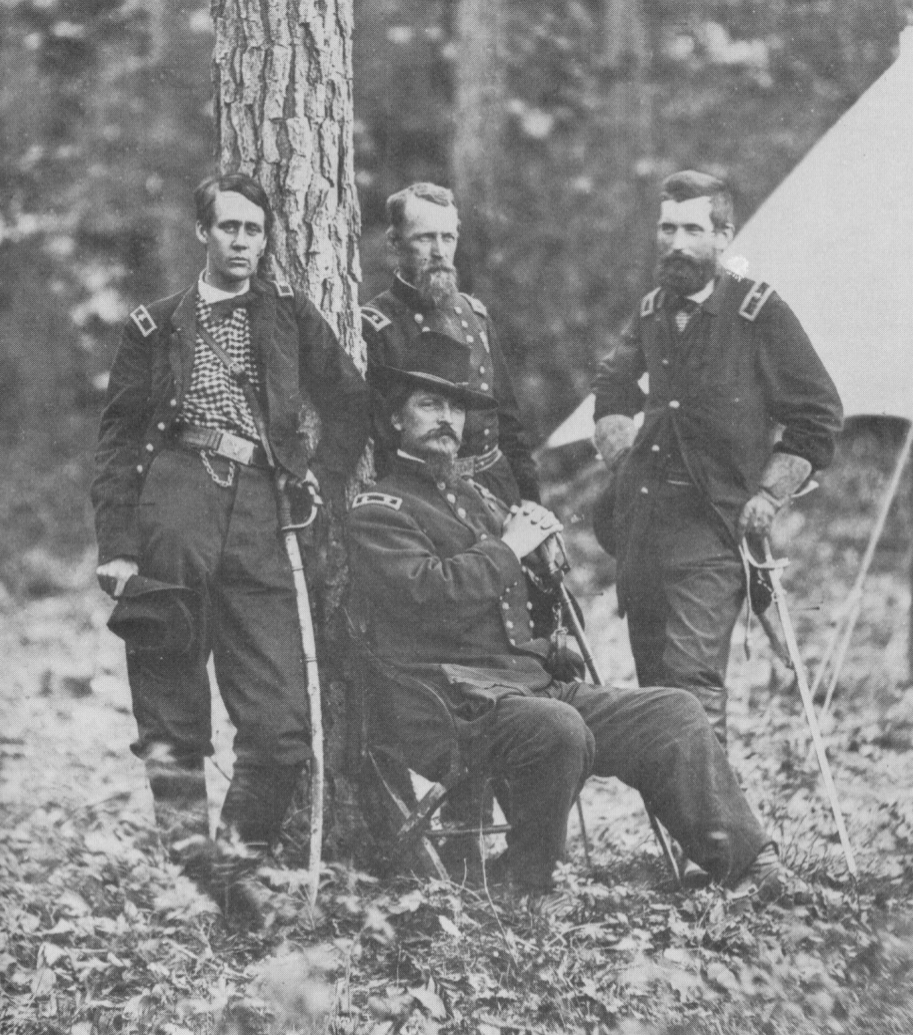
Birney (debout au centre), avec Hancock, commandant le IIe corps et les commandants de division Barlow et Gibbon pendant la campagne de la Wilderness

Après l'échec de la campagne de Mine Run et l'entrée de l'armée en quartiers d'hiver, l'ordre officiel d'une réorganisation majeure daté du 23 mars 1864 transfère les première et deuxième divisions du IIIe corps  au IIe corps. Ces divisions conservent toutefois leurs insignes et marques distinctives, et sont dès lors désignées comme les troisième et quatrième divisions du IIe corps. Une semaine après le début de la campagne de la Wilderness, la quatrième division (qui était la deuxième division du IIIe Corps) fusionne avec la troisième division, plaçant ainsi tout ce qui reste de l'ancien IIIe Corps sous le commandement du général Birney.
Les brigades de la troisième division sont alors commandées par les brigadiers-généraux J. H. H. Ward, Alexander Hayes et Gershom Mott. Cette réorganisation place le général Birney sous le commandement du major-général Winfield S. Hancock, réputé pour ses talents, sa courtoisie, sa bravoure et sa magnanimité. Hancock perçoit rapidement le mérite de Birney et de ses hommes, et pendant la campagne. L'efficacité des services rendus par la division de Birney durant la première campagne de l'armée du Potomac sous le général Grant, de Brandy Station à Petersburg, est largement reconnue.
Il participe avec succès à la bataille de la Wilderness.
Le 4 mai, la division du général Birney occupe le même terrain où elle a combattu lors de la bataille de Chancellorsville un an auparavant, et y demeure jusqu'à l'aube du 5 mai. À l'aube du 5 mai, le IIe Corps se déplace vers le sud et atteint la taverne de Todd, au carrefour des routes de Brock et de Pamunkey. Des ordres de contre-marche immédiate sont alors reçus pour s'unir à la gauche du Ve Corps, qui a rencontré l'ennemi. Ce mouvement est exécuté avec succès. Dès que le général Hancock forme sa ligne de bataille le long de la route de Brock, il ordonne l'avance. L'ennemi est immédiatement rencontré dans un bois dense et enchevêtré, rendant l'artillerie inutilisable, sauf sur la route à planches. La lutte est extrêmement acharnée, les combats se déroulant de très près en raison de la nature du terrain. La division du général Birney est maintenue en ligne de bataille toute la journée. Elle est appelée à la rescousse d'une division du Ve Corps en difficulté et subit de lourdes pertes. Les combats se poursuivent toute la journée du 6 mai. Les mouvements tactiques de Birney sont souvent salués par les correspondants de guerre de l'époque, et il se distingue lors de ces affrontements.
Après avoir avancé jusqu'à Spotsylvania, l'armée de Grant y est engagée du 9 au 12 mai. Le général Birney continue de diriger sa division. Les combats se poursuivent avec une intensité croissante jusqu'à ce que l'armée se positionne près de Petersburg et Richmond. Au cours de cette période intense, le général Birney ressent les fatigues de la campagne. Sa constitution affaiblie par les campagnes précédentes montre des signes d'épuisement lorsque les combats cessent. Il envisage une courte visite à son domicile pour se reposer, mais ses responsabilités le retiennent sur le terrain. Il participe à la bataille de Spotsylvania où il est blessé par un éclat d'obus, et à la bataille de Cold Harbor.
Le 23 juillet 1864, le général Ulysses S. Grant donne le commandement du Xe corps de l'Army of the James à Birney. Au cours du siège de Petersburg, Birney attrape le paludisme et doit rentrer à Philadelphie. Il meurt trois mois plus tard et est enterré au cimetière de Woodlands.

## Mémoire
David Birney est l'une des généraux politiques les plus accomplis de la guerre de Sécession. Beaucoup de ses collègues éprouvent du ressentiment à son ascension rapide dans les rangs et il n'est pas un personnage adoré d'eux ou de ses soldats. Theodore Lyman de l'état-major de Meade de Birney.

« Il était pâle, une personnalité puritaine, avec un comportement d'une froideur intangible ; il vous souriait seulement poliment quand vous lui parliez.  Il était sec en personne, avec un visage fin, des yeux bleu clair, et des cheveux blond roux. En tant que général, il faisait très attention à son état-major et s'assurait qu'ils avaient les promotions méritées. Il était aussi un homme, qui faisait rapidement attention à ses propres intérêts  et connaissait les ressorts de l'avancement militaire. Son impopularité parmi quelques personnes venait de sa promotion, qui, cependant,  la méritait, et en partie à ses manières froides. »

— Theodore Lyman
La Gen. David B. Birney School est ajoutée au Registre national des lieux historiques en 1988.